# Орден Корони Італії
О́рден Коро́ни Іта́лії  (італ. Ordine della Corona d'Italia) — орден Італійського королівства, а згодом Італійської республіки.

## Історія
Орден було засновано королем Віктором Еммануїлом II, 20 лютого 1866 року на честь об'єднання Італії, як менший у старшинстві до Ордену Святих Маврикія та Лазаря, оскільки ним можна було нагороджувати, як цивільних, так і військових не зважаючи на релігію. Наказ, однак, відрізнявся від усіх попередніх створених Савойською династією. Він мав національний характер.
Умберто I вперше спробував у 1885 році поставити навіть Орден Корони Італії на тому ж рівні що й Орден Святих Маврикія та Лазаря через указ, який обмежував кількість нагороджень, але це було тільки в 1911. Поступово Орден Корони Італії став походити на Орден Святих Маврикія і Лазаря, аж до того, що у порядку черговості на цивільній одежі і військовій формі ознаки ордену Корони знаходився на тому ж місці, що й орден Маврикія, а стрічки були на одній площині. Ця реформа була, однак, поганою репутацією в деяких аристократичних колах.
Указом від 1911 року було зазначено, що для того, щоб бути нагороджений орденом Маврикія необхідно було бути нагородженим принаймні в тій же мірі орденом Корони Італії. Цей указ виходив за рамки статутних принципів крові і нагороджень орденами за Савойським законом.
По закінченні монархії, король Умберто II продовжував нагороджувати Орденом Корони Італії аж до своєї смерті, яка сталася 18 березня 1983 року. За часи Італійської республіки, ті, хто був відзначений цією нагородою міг продовжувати носити її, однак, замінити на стрічці корони на п'ятипроменеві зірки. Цей вигляд ордену залишався до 1951 року, коли орден був остаточно замінений на Орден «За заслуги перед Італійською Республікою».

## Ступені
|                                                       |        |          |                |                         |
| Ознаки                                                |        |          |                |                         |
|                                                       |        |          |                |                         |
| Стрічки Королівства Італії                            |        |          |                |                         |
| Кавалер                                               | Офіцер | Командор | Великий офіцер | Кавалер великого хреста |
| Стрічки Італійської Республіки та Савойської династії |        |          |                |                         |
| Кавалер                                               | Офіцер | Командор | Великий офіцер | Кавалер великого хреста |